# Бен Гримм (киноперсонаж, 2015)
Бенджамин «Бен» Гримм (англ. Benjamin "Ben" Grimm) — персонаж супергеройского фильма «Фантастическая четвёрка» Джоша Транка от студии 20th Century Fox, основанный на одноимённом супергерое Marvel Comics, созданном сценаристом Стэном Ли и художником Джеком Кирби. Роль Гримма исполнил Джейми Белл.
Бен вырос в неблагополучной семье, состоявшей из матери и старшего брата, который подвергал его домашнему насилию. В детстве он подружился с вундеркиндом Ридом Ричардсом и вдохновился его энтузиазмом построить телепортирующее устройство. Годы спустя, во время школьной ярмарки на их проект обратил внимание доктор Франклин Шторм, который предложил Риду стипендию в Фонде Бакстера, в то время как Бен отказался последовать за своим другом. Тем не менее, после того, как Риду и его коллегам Сьюзан Шторм, Виктору фон Думу и Джонни Шторму удалось завершить так называемые Квантовые врата, тот пригласил Гримма стать одним из первооткрывателей Планеты 0. Это решение оказалось судьбоносным для Бена, поскольку по возвращении на Землю он подвергся воздействию энергетической волны, превратившей его в огромного каменного монстра со сверхчеловеческой силой.
Белл был удостоен смешанных отзывов критиков и фанатов Marvel за своё исполнение роли Существа.

## Создание образа

### Первое появление персонажа
Созданный сценаристом Стэном Ли и художником Джеком Кирби, Существо впервые появился в The Fantastic Four #1 (Ноябрь, 1961). Кирби списал образ Бена Гримма с самого себя.
Помимо комиксов о Фантастической четвёрке, Существо был главным персонажем онгоингов Marvel Two-in-One и Strange Tales (наряду со своим товарищем по команде Человеком-факелом), а также двух собственных сольных серий и многочисленных минисерий и ваншотов.
Первое появление Бена Гримма в кино состоялось в так и не вышедшем фильме «Фантастическая четвёрка» Роджера Кормана, где его сыграл Майкл Бэйли Смит, а Существо — Карл Киарфалио. В дилогии Тима Стори роль Бена Гримма исполнил Майкл Чиклис.

### Кастинг и исполнение
19 февраля 2014 года 20th Century Fox официально анонсировала, что Бена Гримма / Существо сыграет Джейми Белл. Роль юного Гримма исполнил Ивэн Ханнеманн.
В рамках подготовки к исполнению роли Существа с использованием технологии захвата движений Белл консультировался с актёром Энди Сёркисом.
Перед началом съёмок «Фантастической четвёрки» компания 20th Century Fox объявила о разработке сиквела, премьера которого была запланирована на 14 июля 2017 года. Тем не менее, из-за негативных отзывов рецензентов и кассового провала судьба фильма оставалась под вопросом. В мае 2016 года продюсер Саймон Кинберг подтвердил своё намерение снять «Фантастическую четвёрку 2» с тем же актёрским составом. Кроме того, планировалось камео членов Фантастической четвёрки в картине «Дэдпул 2» 2018 года. По первоначальной задумке Тима Миллера, Существо должен был сразиться с Джаггернаутом. Несмотря на то, что студия одобрила идею Миллера, после того, как тот покинул проект, роль Существа отошла Колоссу. 14 декабря 2017 года The Walt Disney Company согласовала сделку в $52,4 млрд по покупке 21st Century Fox, включая права на «Фантастическую четвёрку» от 20th Century Fox. Генеральный директор Disney Боб Айгер заявил, что Marvel Studios планирует интегрировать Фантастическую четвёрку наряду с Людьми Икс и Дэдпулом в свою киновселенную. Белл не был заинтересован в возвращении к роли Бена Гримма / Существа из-за плохого качества фильма с его участием.

### Характеризация
Режиссёр «Фантастической четвёрки» Джош Транк охарактеризовал Бена Гримма как нелюбимого ребёнка, выросшего в «жёстком» районе. Говоря о Белле, Транк отметил, что актёр «излучает теплоту и силу», свойственные его персонажу в комиксах. Белл назвал Гримма «сердцем команды».
В рамках рекламной кампании «Фантастической четвёрки» на официальном сайте фильма было опубликовано описание персонажа: «Будучи редким представителем сочетающим в себе мускулы и сердце, Бен, несмотря на грубое воспитание, — душевный и чувствительный [человек]. Он твёрдый как скала во многих смыслах. Верный и надёжный друг обладает каменным телом, которое предоставляет ему невероятную силу и делает практически неуязвимым».

### Визуальные эффекты
Moving Pictures Company (MPC) создала цифровой образ Существа, поместив графику поверх актёра Джейми Белла. Во время съёмок тот носил спортивный костюм и ходули, чтобы соответствовать росту Существа. По словам руководителя команды по визуальным эффектам Патрика Леди наибольшая сложность при создании модели Существа заключалась в разработке анимаций персонажа, а также в достижении сочетания его глаз с каменным рельефом.

## Биография

### Мутация, работа на правительство и основание Фантастической четвёрки
Бен вырос в неблагополучной семье и подвергался насилию со стороны старшего брата. В какой-то момент он подружился со своим одноклассником Ридом Ричардсом, который вознамерился построить телепортирующее устройство, заручившись поддержкой Гримма. Во время школьной научной выставки, их проект привлёк внимание доктора Франклина Шторма, руководителя Фонда Бокстера, который предложил Риду присоединиться к другим талантливым учёным. Бен отказался последовать за Ридом, посчитав себя неподходящим для подобной работы. Некоторое время спустя, Рид приглашает Бена присоединиться к нему, Джонни Шторму и Виктору фон Думу и отправиться в другое измерение, поскольку именно с Гриммом они начали разработку телепорта. Они попадают в альтернативную реальность, известную как Планета 0, по возвращении из которой Бен превращается в уродливое каменное создание. Вместе с Джонни Штормом, Сьюзан Шторм, которая оказалась в радиусе действия телепорта, он становится подопытным правительства США, которое затем использует Гримма как живое оружие для проведения военных операций. Год спустя, военные обнаруживают Рида и Бен приводит его в Здание Бакстера, чтобы тот помог активировать Квантовые врата. Вернувшийся с Планеты 0 Виктор заявляет о своём намерении уничтожить Землю, однако Рид, Сью, Джонни и Бен прибегают к командной работе, чтобы остановить Дума. Вернувшись, они решают работать вместе и отстаивают свою независимость у правительства. Ко всему прочему, Рид придумывает название для их группы.

## Критика
Майкл Ордена из San Francisco Chronicle заявил, что «в исполнении худощавого Белла Существо вызывает симпатию ещё до трансформации».
А. А. Джуд высказал негодование относительно того, что Бен Гримм перенимает свою фирменную фразу «Время крушить!» у старшего брата, который избивал его в детстве, сравнив эту предысторию с эпизодом из фильма «Человек из стали», где Джонатан Кент сказал своему сыну Кларку, что тот возможно должен был позволить автобусу с детьми утонуть.
Брайан Лоури из Variety оценил образ Существа, отметив, что «он потерял свои шорты, зато приобрёл компьютерные габариты, мышцы и угрожающий вид, чего не хватало предыдущему воплощению». С другой стороны, Алан Шерстил из The Village Voice высмеял отсутствие гениталий Существа и сравнил его промежность с каньонами Джорджии О’Кифф.

### Награды и номинации
| Год  | Фильм                     | Награда         | Категория                                                                     | Результат | Примечания |
| ---- | ------------------------- | --------------- | ----------------------------------------------------------------------------- | --------- | ---------- |
| 2015 | «Фантастическая четвёрка» | CinemaCon Award | Награда ансамблю (с Майклом Б. Джорданом, Кейт Марой и Майлзом Теллером)      | Победа    | [ 24 ]     |
| 2016 | «Фантастическая четвёрка» | Razzie Award    | Худшее экранное комбо (с Майклом Б. Джорданом, Кейт Марой и Майлзом Теллером) | Номинация | [ 24 ]     |